# Enhagen, Täby kommun
Enhagen är ett arbetsplatsområde i södra delen av kommundelen Ella gård i Täby kommun. Det är ett långsmalt område som sträcker sig utmed Enhagsvägen från Täbyvägen i väster till Gamla Norrtäljevägen i öster. I söder avgränsas det av kommungränsen mot Danderyds kommun. I mitten av Enhagen, längs Enhagsbacken ligger ett mindre villaområde i omedelbar anslutning till det angränsande Enebyberg. I övrigt domineras området av ett stort antal företag, många i fordonsbranschen. I den västra delen av området planeras för en mer varierad användning inkluderande skolor och korttidsboende . Norr om Enhagsvägen finns en livsmedelshall (Lidl) .